# Interstate 15
Interstate 15 – autostrada międzystanowa w zachodniej części Stanów Zjednoczonych. Droga zaczyna się w San Diego, a kończy się w Sweet Grass w stanie Montana przy granicy z Kanadą. Jej długość wynosi 2300 km. Autostrada przebiega przez stany Kalifornia, Nevada, Arizona, Utah, Idaho i Montana. Autostrada stanowi ważną arterię komunikacyjną miast San Diego, Las Vegas i Salt Lake City.
Na drodze tej w wyniku wypadku drogowego zginął polski piłkarz Kazimierz Deyna.